# Митрофанов, Феликс Александрович
Феликс Александрович Митрофанов (1 августа 1928 — 7 февраля 1981) — советский контр-адмирал, последняя должность — начальник оперативного управления штаба Краснознамённого Тихоокеанского флота, погиб при исполнении служебных обязанностей 7 февраля 1981 года в авиакатастрофе при вылете борта командующего ТОФ с аэродрома города Пушкин под Ленинградом во Владивосток после штабных учений в военно-морской академии.

## Биография

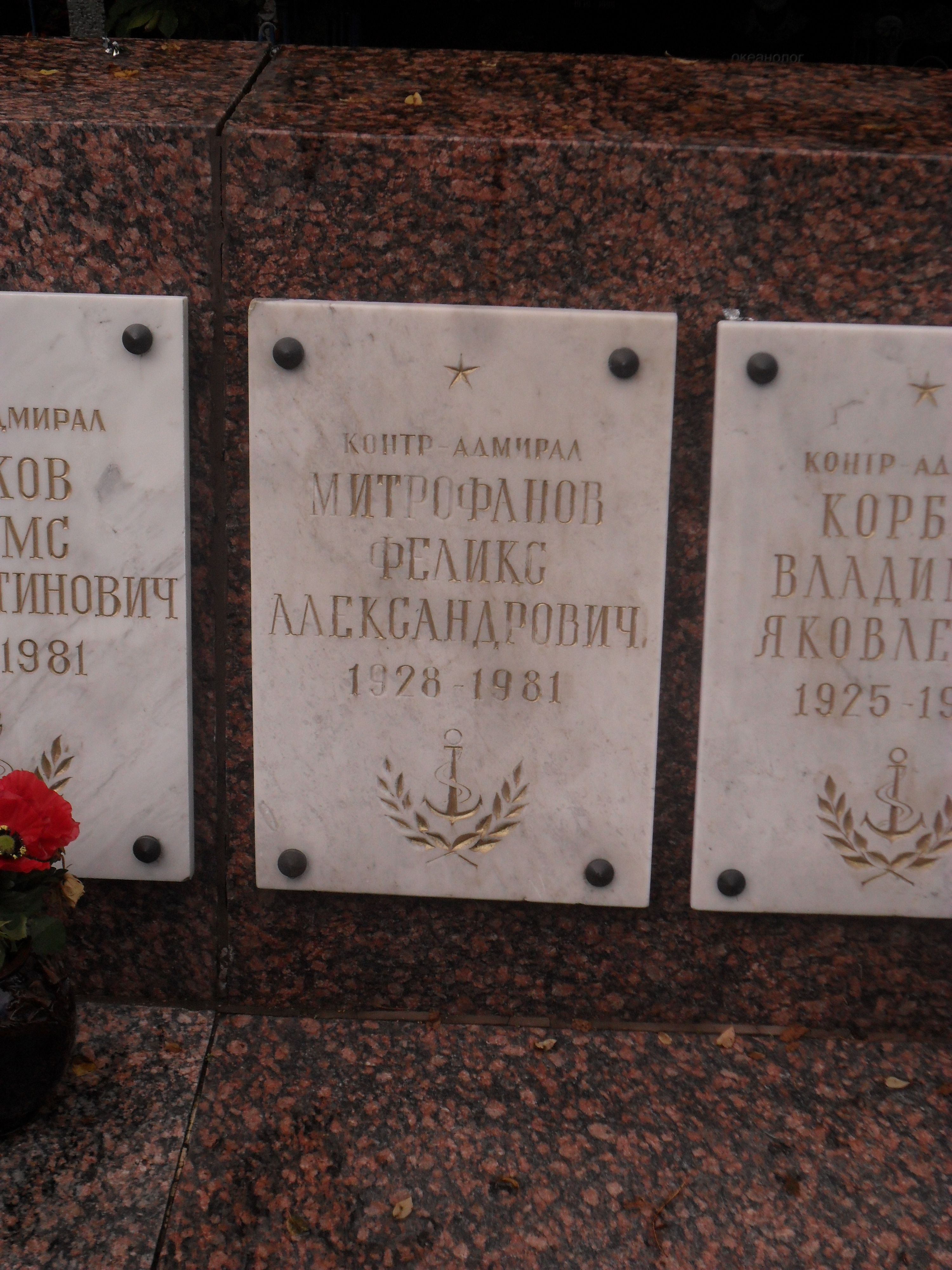
Плита Митрофанова на братской могиле на Серафимовском кладбище Санкт-Петербурга.

Родился в Москве 1 августа 1928 года, в детские годы проживал с родителями по адресу: Кутузовский проспект 24, кв. 101. Отец — Митрофанов Александр Иванович, перебрался в Москву из-под Нижнего Новгорода в 1917 году, был участником крестьянского революционного отряда. Мать — Песикина Клавдия, ответственный партийный работник, была вторым секретарём Новосибирского обкома партии, впоследствии вернулась в Москву и работала на должности ректора Высшей партийной школы.
Митрофанов Ф. А. поступил в морскую спецшколу в Новосибирске, где и получил среднее образование (окончание школы с золотой медалью). В 1946 году поступил в Высшее военно-морское училище в Ленинграде и окончил его в 1950 году с золотой медалью, далее был направлен на Северный флот.

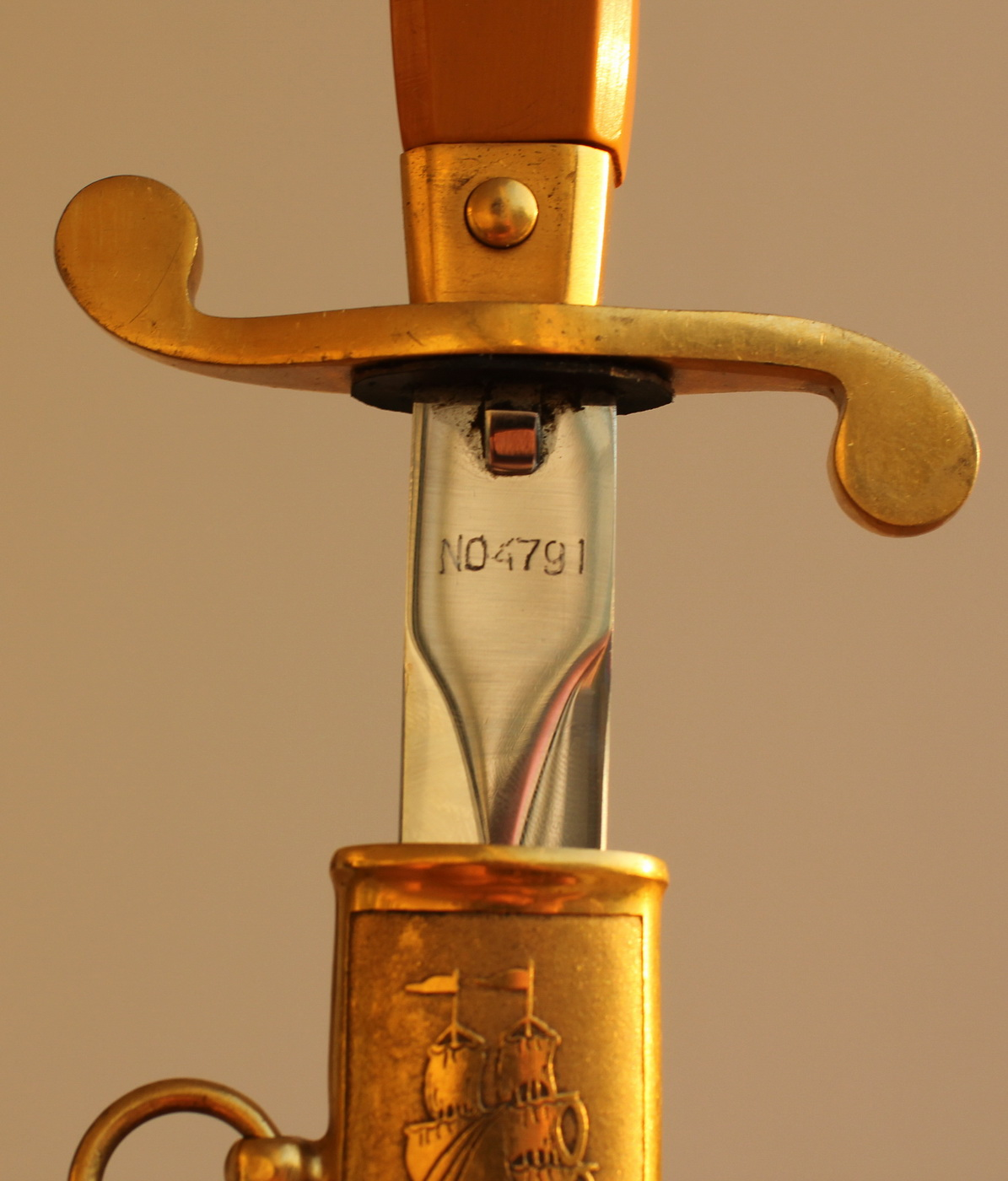
Личный кортик Феликса Александровича за номером 4791, вручён на выпуске из высшего военно-морского училища

Первый корабль — подводная лодка С-104, первая должность — штурман. В 1959 году изучал первый ядерный реактор в Лаборатории «В» будущего Обнинска в составе группы флотских офицеров. Для соблюдения секретности офицеры сменили чёрную флотскую форму на синие галифе «особистов», но иной раз обращались друг к другу «товарищ капитан третьего ранга» вместо полагающегося «товарищ майор». 1956 году окончил командирские курсы в Ленинграде и вернулся на Северный флот в качестве командира корабля, испытывал атомные субмарины первого проекта. С 1965 по 1967 год — слушатель Военно-морской академии имени Крылова, по окончании трёхлетнего курса — в звании капитана первого ранга, направлен на Краснознамённый Тихоокеанский флот — на должность заместителя командира дивизии подводных лодок в Вилючинске (тогда Рыбачий).
С 1971 года — заместитель, а затем начальник оперативного отдела штаба ТОФ во Владивостоке. В 1979 году присвоено звание контр-адмирала.
Похоронен на Серафимовском кладбище в Санкт-Петербурге в братской могиле вместе с моряками-тихоокеанцами, погибшими в авиакатастрофе 7 февраля 1981 года.